# Ulica Stanisława Małachowskiego w Sosnowcu
Ulica Stanisława Małachowskiego w Sosnowcu – ulica w sosnowieckiej dzielnicy Śródmieście, o długości około 0,7 km. Rozpoczyna swój bieg przy rondzie Zagłębia Dąbrowskiego (skrzyżowanie z ul. Ostrogórską, ul. 1 Maja i ul. Henryka Sienkiewicza), następnie krzyżuje się z ul. Chłodną, ul. Modrzejowską, ul. Żurawią, ul. Władysława Warneńczyka, ul. Ignacego Mościckiego, ul. Kościelną i ul. Targową. Kończy swój bieg przy ul. 3 Maja.

## Historia
Przed I wojną światową droga nosiła nazwę ulica Fabryczna. W 1916 r. z okazji obchodów 125. rocznicy uchwalenia Konstytucji 3 Maja zmieniono ją na Małachowskiego. Od początku obejmowała odcinek drogi od ulicy 3 Maja (Głównej) do mostu na Czarnej Przemszy, gdzie łączyła się z Schönowską (obecnie 1 Maja). Usytuowana w okolicy dworca kolejowego, zabudowywana była piętrowymi kamienicami czynszowymi z dekorowanymi frontami i oficynami. Należała do śródmiejskich ulic handlowych zamieszkanych w znacznym stopniu przez ludność żydowską. W latach 20. XX w. w ramach realizacji ambitnego programu rozwoju miasta, opracowanego przez prof. Jana Rakowicza, przy ul. Stanisława Małachowskiego powstały dwa obiekty bankowe:
- Bank Polski – w okresie II wojny światowej Bank Rzeszy, a po wojnie Bank Śląski, a następnie ING – wybudowany według projektu architekta Mariana Lalewicza, nawiązuje do architektury akademickiego klasycyzmu
- Bank Handlowy w Warszawie – składa silę z dwóch części: niższego obiektu pochodzącego z 1908 r. i dobudowanego do niego gmachu w stylu eklektycznym, mieszczącego salę operacyjną banku[3].

Część starej zabudowy wyburzono w latach 70. XX w. W tym czasie poprowadzono również linię tramwajową.
Okolice obu banków przy ulicy zachowały się w niemal niezmienionym stanie od lat 30. Spośród kamienic, które przetrwały, dwie wyróżniają się ozdobnymi fasadami o charakterystycznej dla secesji ornamentyce (Małachowskiego 9 i 32). W 2015 roku z inicjatywy sosnowieckiego aktywisty miejskiego Rafała Sicińskiego rozpoczęła się akcja ożywiania śródmieścia pod hasłem „Wpadaj na Małacha”. W tym samym roku rewitalizację przeszedł także jeden z trzech skwerów.
W 2021 r. rozpoczęła się gruntowna przebudowa ulicy od skrzyżowania z ulicą Kościelną i Ignacego Mościckiego do 3 Maja, w wyniku czego dokonano jej rewitalizacji na 400-metrowym odcinku. W pierwszym etapie prac firma Silesia Invest z Gliwic na zlecenie spółki Tramwaje Śląskie S.A. wymieniła torowisko tramwajowe wraz z infrastrukturą zasilającą trakcję. W wyniku dalszych prac, które obejmowały m.in. wymianę nawierzchni, na ulicy dokonano zmiany organizacji ruchu, zmieniając jej charakter na obszarze restauracyjnym w deptak.

## Zabytki

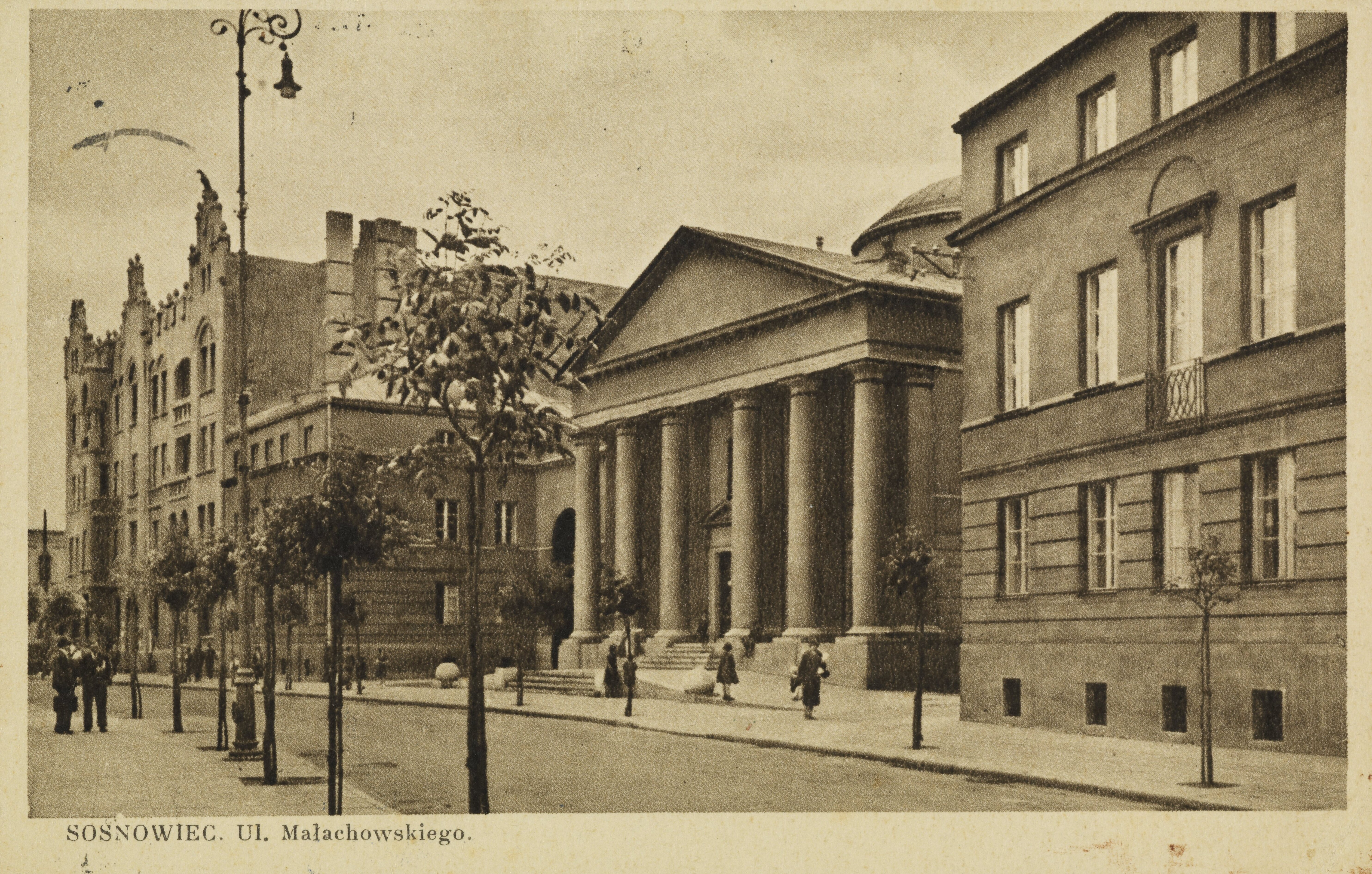
Ulica Stanisława Małachowskiego pomiędzy 1930 a 1935 r.

Przy ulicy znajdują się następujące historyczne obiekty i miejsca:
- budynek dawnego Banku Handlowego, składający się z dwóch części połączonych łącznikiem (ul. S. Małachowskiego 3), wzniesiony w 1908 r. według projektu architekta Kugora, przebudowany w 1923 według projektu Bolesława Żurkowskiego[12], wpisany do rejestru zabytków 15 września 1995 r. (nr rej.: A-1609/95)[13],
- zespół zabudowań składający się z budynku dawnego Banku Polskiego oraz dwóch budynków mieszkalnych (ul. S. Małachowskiego 7)[14] wzniesiony w latach 1922–1924 w stylu neoklasycyzmu, według projektu Mariana Lalewicza[15], wpisany do rejestru zabytków 30 kwietnia 1993 r. (nr rej.: A/1529/93)[13][16],
- kamienica mieszkalna przy ul. S. Małachowskiego 4[17],
- kamienica mieszkalno-usługowa przy ul. S. Małachowskiego 5[17],
- kamienica mieszkalna przy ul. S. Małachowskiego 8[17],
- kamienica mieszkalna z secesyjnymi zdobieniami przy ul. S. Małachowskiego 9[4][3][17],
- kamienica mieszkalna przy ul. S. Małachowskiego 10[17],
- kamienica mieszkalna przy ul. S. Małachowskiego 26[17],
- kamienica mieszkalna z secesyjnymi zdobieniami przy ul. S. Małachowskiego 32[3][17][18],
- kamienica mieszkalna przy ul. S. Małachowskiego 34[17],
- kamienica mieszkalna przy ul. S. Małachowskiego 40[17],
- kamienica mieszkalna przy ul. S. Małachowskiego 42[17],
- kamienica mieszkalna w stylu modernistycznym przy ul. S. Małachowskiego 46[17][19],
- kamienica mieszkalna datowana na XIX wiek przy ul. S. Małachowskiego 48[17][19].

## Inne ważniejsze obiekty
- Kino Helios – skrzyżowanie ulicy Ignacego Mościckiego, Kościelnej, S. Małachowskiego; budynek kina zawiera wkomponowaną elewację „domu z kamienia” z 1860 roku[20] rozebranego w 2002[21], stojącego w pobliżu ul. Małachowskiego[20];
- Biurowiec – ul. S. Małachowskiego 1 (dawny budynek Urzędu Telekomunikacji,, a następnie Telekomunikacji Polskiej i Orange)[13];
- Urząd Miejski w Sosnowcu – ul. S. Małachowskiego 3, siedziba Wydziału Rozwoju i Przedsiębiorczości oraz Straży Miejskiej, a do końca listopada 2023 r. Wydziału Komunikacji[22][23].

## Wpadaj na Małacha

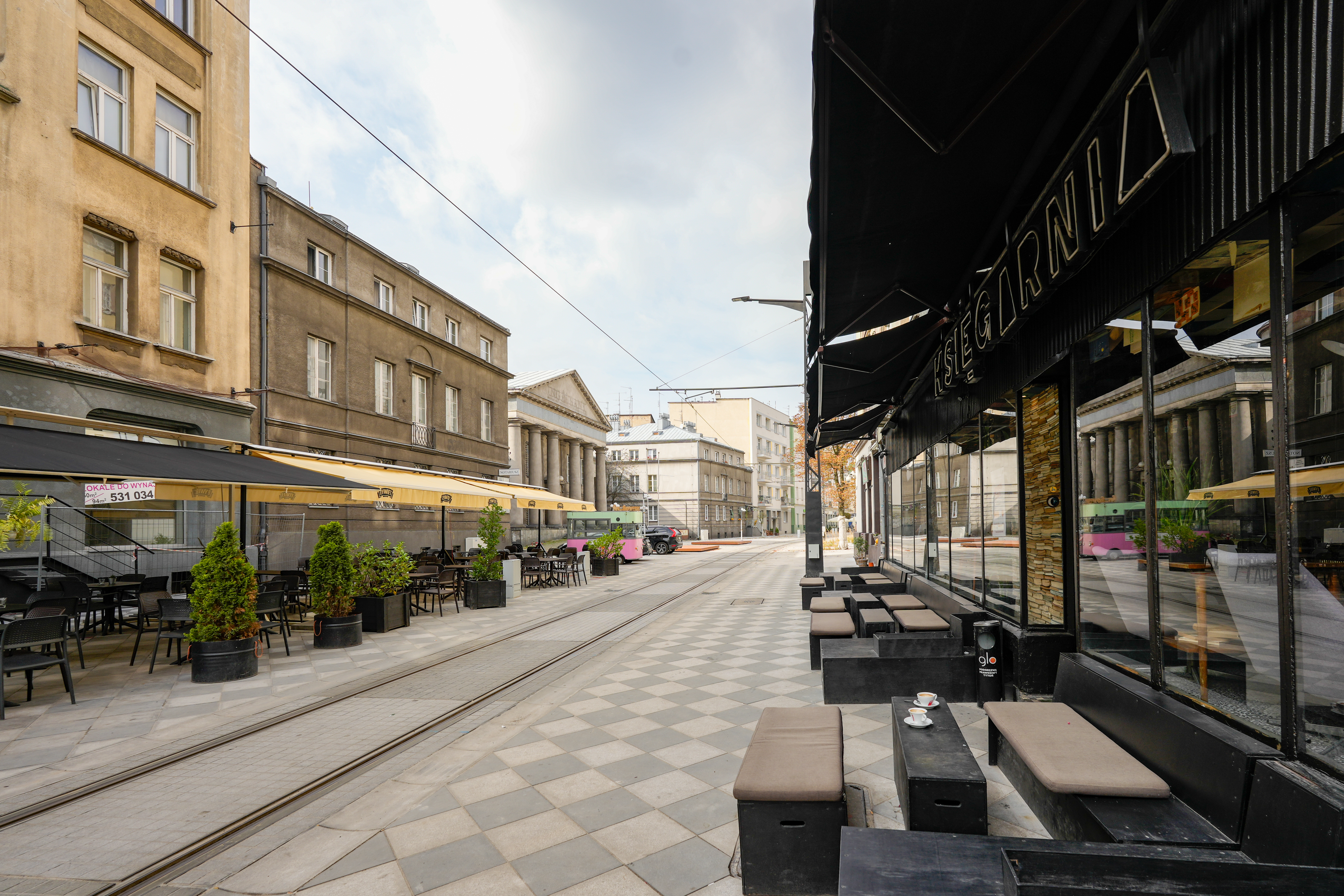
Ogródki gastronomiczne na ulicy; Po prawej pub Księgarnia

W 2015 roku rozpoczęła się z inicjatywy sosnowieckiego aktywisty Rafała Sicińskiego akcja ożywienia centrum pod hasłem „Wpadaj na Małacha”. W projekcie akcji znalazły się plany zachęcenia restauratorów i właścicieli lokali rozrywkowych do otwierania punktów właśnie na tej ulicy, utworzenie strefy ogródków letnich, a także przebudowa ulicy i utworzenie strefy pieszej. Od 2016 w okresie letnim ulica jest częściowo wyłączona z ruchu, a miejsce parkingów zajmują ogródki letnie licznych lokali gastronomicznych.
Od 2015 są organizowane liczne imprezy i koncerty. W ramach akcji odbyły się: „Urodziny Małachowskiego”, „Sosnowiecki Oktoberfest”, „Narodowe czytanie na Małachowskiego”. Inicjator akcji starał się także o przebudowę ulicy ze środków Budżetu Obywatelskiego. W 2019 została zapowiedziana przebudowa ulicy przy okazji remontu torowiska, a prace ruszyły 1 lutego 2021 roku. W wyniku podjętych działań od 11 marca 2024 roku ulica Stanisława Małachowskiego w Sosnowcu oficjalnie jest deptakiem. W związku z tym zaczęły działać szlabany, które uniemożliwiają wjazd samochodom na znaczną jej część.